# Chambre de commerce et d'industrie d'Ille-et-Vilaine
La chambre de commerce et d'industrie d'Ille-et-Vilaine est l'une des quatre CCI territoriales de la région Bretagne. Son siège est situé Rennes, dans le quartier de Beauregard, au 2 avenue de la Préfecture.
Elle fait partie de la chambre de commerce et d'industrie de région Bretagne.

## Histoire
La chambre de commerce et d'industrie territoriale Ille-et-Vilaine est créée par décret du 10 février 2016. Elle est issue de la fusion de la chambre de commerce et d'industrie de Rennes et de la chambre de commerce et d'industrie de Saint-Malo-Fougères.

## Missions
À ce titre[pas clair], elle est un organisme chargé de représenter les intérêts des entreprises commerciales, industrielles et de service de l'Ille-et-Vilaine et de leur apporter certains services. C'est un établissement public qui gère en outre des équipements au profit de ces entreprises.
Comme toutes les CCIT, elle est placée sous la double tutelle du Ministère de l'Industrie et du Ministère des PME, du Commerce et de l'Artisanat.

### Service aux entreprises
- Centre de formalités des entreprises
- Assistance technique au commerce
- Assistance technique à l'industrie
- Assistance technique aux entreprises de service
- Point A (apprentissage)

### Gestion d'équipements
- Aéroport de Rennes - Saint-Jacques ;
- Marché d'intérêt Régional (MIR), Route de Lorient/ZI Ouest à Rennes ;
- Port autonome de plaisance de Redon ;
- Pépinière de Redon ;
- Pépinière de Saint Grégoire ;
- Pépinière de Vitré ;
- Pépinière de Rennes.

### Centres de formation
- École supérieure de commerce de Rennes ;
- École supérieure de logistique industrielle à Redon ;
- Faculté des métiers - Ker Lann à Bruz :

## Historique
- 1858 : Création de la CCI Rennes
- Présidents précédents : Auguste-Marie Le Tarouilly, Guy Canu (alors directeur général de Sogica), Jean-Claude Hillion
- 2011 - 2021 : Président Emmanuel Thaunier
- Depuis 2021 : Président Jean-Philippe Crocq
- Directeur Général : Sébastien Vallet
- 2016 : Fusion de la CCI Rennes avec la CCI Saint-Malo / Fougères

## Pour approfondir